# Phare d'Ona
Le phare d'Ona (en norvégien : Ona fyr)  est un feu côtier de la commune de Sandøy, dans le Comté de Møre og Romsdal (Norvège). Il est géré par l'administration côtière norvégienne (en norvégien : Kystverket).
Le phare est classé patrimoine culturel par le Riksantikvaren depuis 2000.

## Histoire
Le phare se trouve sur la petite île de Ona sur sa plus haute falaise. Il a été établi en 1867 et il a été entièrement automatisé en 1971. La lentille de Fresnel d'origine est toujours en fonctionnement. Les maisons des gardiens, à proximité, sont devenus des résidences privées.
Le phare n'est en service que du 16 juillet au 21 mai. Il ne fonctionne pas pendant le reste de l'année en raison du soleil de minuit.

## Description
Le phare  est une tour cylindrique en fonte de 14,7 mètres de haut, avec une galerie et lanterne. La tour est Totalement rouge. Il émet, à une hauteur focale de 40 mètres, une lumière continue blanche et un vif éclat rouge toutes les 30 secondes. Sa portée nominale est de 17.8 milles nautiques (environ 33 km).
Il est équipé d'un radar Racon émettant la lettre O en code morse.
Identifiant : ARLHS : NOR-037 ; NF-3535 - Amirauté : L0914 - NGA : 6356 .
|          |
| Le phare |

|          |
| Le phare |

### Lien connexe
- Liste des phares de Norvège